# Maurice Peiren
Maurice Peiren (ur. 20 grudnia 1937 w Nieuwkapelle, zm. 6 stycznia 2011) – belgijski lekkoatleta, długodystansowiec specjalizujący się w maratonach.

## Osiągnięcia
| Rok  | Impreza              | Miejsce   | Pozycja     | Wynik     |
| ---- | -------------------- | --------- | ----------- | --------- |
| 1966 | Mistrzostwa Europy   | Budapeszt | 11. miejsce | 2:25:48,2 |
| 1968 | Igrzyska olimpijskie | Meksyk    | 20. miejsce | 2:32:49,0 |
| 1969 | Mistrzostwa Europy   | Ateny     | 9. miejsce  | 2:24:10,6 |
| 1971 | Mistrzostwa Europy   | Helsinki  | 22. miejsce | 2:22:36,4 |

Trzykrotny mistrz Belgii (1965, 1967 i 1969).
Były rekordzista kraju w biegach na 20 i 30 kilometrów.

## Rekordy życiowe
- maraton – 2:16:42 (1970)